# Verwaltungsgemeinschaft Teisnach
Die Verwaltungsgemeinschaft Teisnach im niederbayerischen Landkreis Regen wurde im Zuge der Gemeindegebietsreform am 1. Mai 1978 gegründet und zum 1. Januar 1980 bereits wieder aufgelöst.
Ihr gehörten der Markt Teisnach sowie die Gemeinden Böbrach und Geiersthal an.
Sitz der Verwaltungsgemeinschaft war Teisnach.